# Nomina Anatomica
La Nomina Anatomica es la nomenclatura sobre términos anatómicos que fue redactada por el International Anatomical Nomenclature Committee, grupo formado en el 5.º Congreso Internacional de Anatomistas, reunido en Oxford en 1950. Esta nomenclatura fue ratificada en posteriores congresos (París, 1955; Nueva York, 1960; Wiesbaden, 1965). También se le denomina con su forma abreviada, NA.

## Historia
A finales del siglo XIX existía una cierta confusión entre los anatomistas de todo el mundo acerca de la terminología anatómica, ya que existían unos 50.000 términos para describir las diversas partes del cuerpo y a menudo las mismas estructuras eran denominadas de distinto modo. Estos diferentes modos de utilizar los nombres dependían, entre otras cosas, de la escuela y del país donde se había formado cada anatomista. Las traducciones de las palabras latinas y griegas a la lengua de cada parlante, así como el uso de diversos términos epónimos, no facilitaban un marco adecuado para una comunicación eficaz a nivel internacional.[cita requerida] En general, el uso de determinados términos dependía de trabajos especializados como los de Galeno (c. 201/216), Berengario da Carpi (c. 1460 – c. 1530), Andreas Vesalius (1514-1564), Gaspard Bauhin (1560-1624), Vicq d'Azyr (1748-1794), Friedrich Henle (1809-1885), Josef Hyrtl (1810-1894), etc.

## Primeras propuestas (BNA, BR, JNA)
El primer intento de poner orden fue la Basle Nomina Anatomica (BNA) de 1887 que pretendía ser un nuevo sistema internacional de terminología anatómica. El sistema se aprobó finalmente en 1895, en el 9.º Congreso de la Anatomische Gesellschaft celebrado en Basilea (Suiza), ciudad que en aquel tiempo se escribía "Basle". El BNA consiguió reducir el número de términos anatómicos pasando de los 50.000 existentes a 5.528 términos aceptados.
El BNA fue adoptado por los anatomistas de multitud de países, entre los que había los de España y los Estados Unidos, pero no fue aceptada por todo el mundo. Los franceses prefirieron continuar con su propia tradición y, en 1933, los británicos también se separaron de la BNA, adoptando una nueva propuesta conocida como la Birmingham Revision (BR). Un poco después, en 1935, la Anatomische Gesellschaft también realizaba otra revisión, la Jena Nomina Anatomica (JNA). La JNA se caracterizó por abandonar la posición ortógrada (característica del bipedalismo humano) por una posición pronógrada (horizontal) que la hacía más compatible con la biología de vertebrados.
A pesar de todo, el BNA y sus diversas revisiones (BR, JNA) serían el estándar terminológico internacional hasta el año 1955.

## La Nomina Anatomica (NA)
La International Federation of Associations of Anatomists (IFAA) es la asociación internacional que representa un gran número de sociedades anatómicas de todo el mundo. Su primer congreso (First Federative International Congress of Anatomy) se celebró en Ginebra en 1903.
En el 5.º Congreso (Oxford, 1950) la IFAA constituyó un comité, el International Anatomical Nomenclature Committee (IANC), con la finalidad de trabajar en una nueva terminología anatómica que fuera el estándar. La revisión del IANC de la nomenclatura de Basilea (BNA) se aprobaba finalmente en 1955, en el marco del 6.º Congreso celebrado en París; denominado el Parisiensia Nomina Anatomica (PNA), pero más tarde se simplificó el nombre y así se conoce como la Nomina Anatomica (NA). La PNA y subsecuentemente la NA abandonaron la posición pronógrada que proponía la JNA y volvieron a la posición ortógrada de la BNA, causando un conflicto con los veterinarios que asistieron al congreso que llevaría eventualmente a la producción de una nómina propia, la Nomica Anatomica Veterinaria.
La primera edición de la Nomina Anatomica se publicaba en el año 1956. Contenía 5.640 términos, de los cuales 4.286 reproducían los que ya había en la BNA.
La IANC continuó trabajando en la terminología anatómica durante cerca de treinta años. Las revisiones de la Nomina Anatomica se aprobarían sucesivamente en posteriores congresos: el 7.º en Nueva York (1960), el 8.º en Wiesbaden (1965), el 9.º en Leningrado (1970), el 10.º en Tokio (1975) y el 11.º en Ciudad de México (1980). Tras cada congreso aparecía publicada una nueva edición: la segunda en 1961, la tercera edición en 1966, la cuarta edición en 1977 y la quinta y última edición en 1983.
En la 12.º Conferencia celebrada en Londres (1985), surgió la disputa sobre la independencia editorial de la IANC. La IANC no creía que su trabajo tuviera que estar sujeto a la aprobación por parte de las asociaciones de miembros de la IFAA. Esto lleva a una ruptura y en el 13.º Congreso (Río de Janeiro, 1989), la IFAA creó un nuevo comité, el Federative Committee on Anatomical Terminology (FCAT) que se haría cargo de revisar por su cuenta la terminología anatómica internacional.
El resultado sería la publicación en 1998 de una terminología anatómica nueva, actualizada, simplificada y uniforme: la llamada Terminología Anatomica (TA).